# Hunter (Missouri)
Hunter – jednostka osadnicza w Stanach Zjednoczonych, w stanie Missouri, w hrabstwie Carter.